# Monaster Narodzenia Pańskiego w Twerze
Monaster Narodzenia Pańskiego – jeden z żeńskich klasztorów prawosławnych w Twerze. Podlega eparchii twerskiej.
Monaster założył pod koniec XIV w. biskup Arseniusz Twerski, późniejszy święty prawosławny. W 1514 klasztor, na czele którego stała ihumenia Eutymia, otrzymał carską gramotę, na mocy której został zwolniony z podatków i świadczeń na rzecz eparchii twerskiej. Na podstawie zapisów z XVII-wiecznych dokumentów można stwierdzić, iż klasztor był zamożny, posiadając kilka wsi i znaczne majątki ziemskie. Główną cerkwią w kompleksie jego budynków była drewniana świątynia Narodzenia Pańskiego. W 1646 na jej miejscu wzniesiono dwupoziomową świątynię Świętych Mikołaja i Aleksego, której wyposażenie w całości ufundował car Aleksy I.
W 1694, w momencie wstąpienia do klasztoru Eudokii Rostopczyny (następnie mniszki Heleny), jej rodzina przekazała mniszkom przechowywaną od pokoleń Tichwińską Ikonę Matki Bożej, która została uznana za cudotwórczą i stała się głównym celem pielgrzymek do monasteru. W 1717 cerkiew Świętych Mikołaja i Aleksego została rozebrana, a na jej miejscu wzniesiono cerkiew Narodzenia Pańskiego. Sześć lat później klasztor Narodzenia Pańskiego został połączony z żeńskim monasterem św. Atanazego w Twerze, przejmując całość jego majątku. W rezultacie w 1727 wspólnota monastyczna liczyła 38 zakonnic.
W II połowie XVIII w. przystąpiono do rozbudowy klasztoru. Na miejscu dawnej drewnianej cerkwi wzniesiono kamienny sobór Narodzenia Pańskiego, poświęcony w 1773, do którego sześć lat później dobudowano kaplicę Tichwińskiej Ikony Matki Bożej. W 1795 cały kompleks monasterski otoczono murem z basztami. Klasztor otrzymywał liczne ofiary ze strony zamożnych wiernych, w tym rodziny carskiej. Jeszcze w 1800 wzniesiono nad bramą wjazdową do klasztoru nadbramną cerkiew Obrazu Chrystusa Nie Ludzką Ręką Uczynionego. Została ona wyposażona z darów przekazanych przez carycę Marię Fiodorownę oraz wielkie księżne Marię, Katarzynę i Annę.
W 1810, w czasie wizyty Aleksandra I i jego żony Elżbiety Aleksiejewny, para carska oraz caryca matka przekazali dary pieniężne na budowę nowej cerkwi klasztornej w miejsce dotychczasowego soboru. Podjęte dwa lata później prace zakończyły się jednak fiaskiem, gdy niedokończona świątynia zawaliła się. W czasie wojny francusko-rosyjskiej w 1812 mniszki zostały ewakuowane do guberni jarosławskiej. Budowę soboru monasterskiego zakończono dopiero w 1820. W 1832 wzniesiono również cerkiew Trójcy Świętej. Od 1834 mniszki prowadziły przytułek dla sierot. Kolejną cerkiew, tym razem pod wezwaniem św. Mikołaja, poświęcono w 1882. Natomiast w 1912 w bezpośrednim sąsiedztwie kompleksu klasztornego wybudowano jedną z setek cerkwi wznoszonych w całym Imperium Rosyjskich dla upamiętnienia 300 lat panowania Romanowów; był to sobór Zmartwychwstania Pańskiego w Twerze. W przededniu rewolucji październikowej w monasterze żyło 41 mniszek oraz 203 posłusznice.
W 1925 władze radzieckie zamknęły klasztor i przeznaczyły większość jego zabudowań na mieszkania. Główny sobór został początkowo zaadaptowany na magazyn, zaś w latach 60. – na wielosekcyjny klub sportowy. Zdewastowane i pozbawione wyposażenia obiekty monasterskie Rosyjski Kościół Prawosławny odzyskał dopiero po upadku ZSRR. W 1999 Święty Synod oficjalnie zdecydował o reaktywacji żeńskiego klasztoru.
W 2008 w klasztorze przebywały 2 mniszki i 6 posłusznic. 